# Fischegel
Die Fischegel (Piscicolidae, früher auch Ichthyobdellidae) sind eine Familie von Blutegeln in der Ordnung der Rüsselegel, die überwiegend in Meeren, zum kleineren Teil in Süßwasser leben und an Fischen parasitieren. 

## Merkmale
Die Fischegel haben im Ruhezustand einen zylindrischen Körper, der in der Regel deutlich in eine vordere Region – das Trachelosoma – und eine hintere Region – das Urosoma – unterteilt ist. Der glockenförmige vordere Saugnapf ist meist deutlich vom restlichen Körper abgesetzt. Gleiches gilt auch – dies aber wie bei den meisten anderen Egeln – für den hinteren Saugnapf. Die äußerlich nicht erkennbaren Segmente umfassen in der Regel 4 bis 14 Ringel pro Segment, wobei sich die Anzahl mit dem Alter verändert. Neben den bis zu 3 Augenpaaren am Kopf gibt es bei den meisten Arten auch an der Oberseite des hinteren Saugnapfes primitive Augen; ebensolche können auch am Hals vorhanden sein. Einige Süßwasserarten wie der Gemeine Fischegel (Piscicola geometra) besitzen am Urosoma als Kiemen dienende, nach außen ragende bläschenförmige Coelomfortsätze.

## Entwicklungszyklus
Wie alle anderen Gürtelwürmer sind die Fischegel Zwitter, die sich gegenseitig begatten. Sie besitzen keine Penisse; die innere Befruchtung wird mithilfe von Pseudospermatophoren erreicht. Der weibliche Geschlechtsausgang ist bei den Fischegeln sehr klein und meist kaum zu erkennen. Das Begattungfeld (Area copulatrix) kann größer oder kleiner sein oder auch ganz fehlen. Es ist mit einem speziellen Übertragungsgewebe verbunden, durch das die Spermien von den am Begattungsfeld befestigten Pseudospermatophoren bis zu den im Körper befindlichen Eisäcken mit den Eizellen vordringen. Die vom Clitellum gebildeten Eikokons sind meist eiförmig mit einer vorderen und hinteren stiftförmigen Verlängerung. Die Kokons werden immer mit einer Basalplatte an einem harten Substrat befestigt. Brutpflege kommt bei den Fischegeln nicht vor; die aus den Kokons schlüpfenden Jungegel sind auf sich allein gestellt.

## Verbreitung und Lebensraum
Der Großteil der Arten der Familie Piscicolidae sind Meeresbewohner. Ein kleinerer Teil der Arten lebt im Brackwasser oder Süßwasser, darunter der Gemeine Fischegel (Piscicola geometra). Die Familie ist weltweit verbreitet.

## Ernährung
Die Fischegel befallen als Ektoparasiten verschiedenste Fischarten, an denen sie zeitweise oder auch dauerhaft leben. Bei wenigen Arten dienen Zehnfußkrebse als Wirte.

## Beispielarten
Der im Süßwasser lebende, etwa 2 bis 5 cm lange Gemeine Fischegel (Piscicola geometra) saugt an zahlreichen Süßwasserfischen wie Weißfischen, Karpfen, Hechten und Barschen. Der ebenfalls limnische, aber nicht so häufige, 3 bis 4 cm lange und 4 bis 5 mm breite Platte Fischegel (Cystobranchus respirans) gilt als gefährlicher Parasit an Barbe, Forelle und Äsche.

## Systematik
Der Name der Familie Piscicolidae leitet sich vom Gattungsnamen Piscicola ab, was „Fischbewohner“ bedeutet (lateinisch piscis „Fisch“, -cola „-bewohner“), während der früher oft verwendete Name Ichthyobdellidae auf den nicht mehr akzeptierten griechischen Gattungsnamen Ichthyobdella „Fischegel“ zurückgeht (altgriechisch ἰχθύς ichthýs „Fisch“, βδέλλα bdélla „Egel“).
Die Familien Piscicolidae und Glossiphoniidae sind Schwestergruppen und bilden zusammen die Ordnung der Rüsselegel (Rhynchobdellida).
Zur Familie Piscicolidae werden etwa 43 Gattungen gezählt, darunter:
- Calliobdella
- Caspiobdella
- Cystobranchus
- Italobdella
- Pawlowskiella
- Piscicola